# Heloderma horridum
Heloderma horridum là một loài thằn lằn trong họ Helodermatidae. Loài này được Wiegmann mô tả khoa học đầu tiên năm 1829.
Loài thằn lằn này được tìm thấy chủ yếu ở Mexico và miền nam Guatemala. Nó và đồng loại của con quái vật Gila (Heloderma suspectum) là những loài thằn lằn đã tiến hóa một hệ thống phân phối nọc công khai.

## Hình ảnh

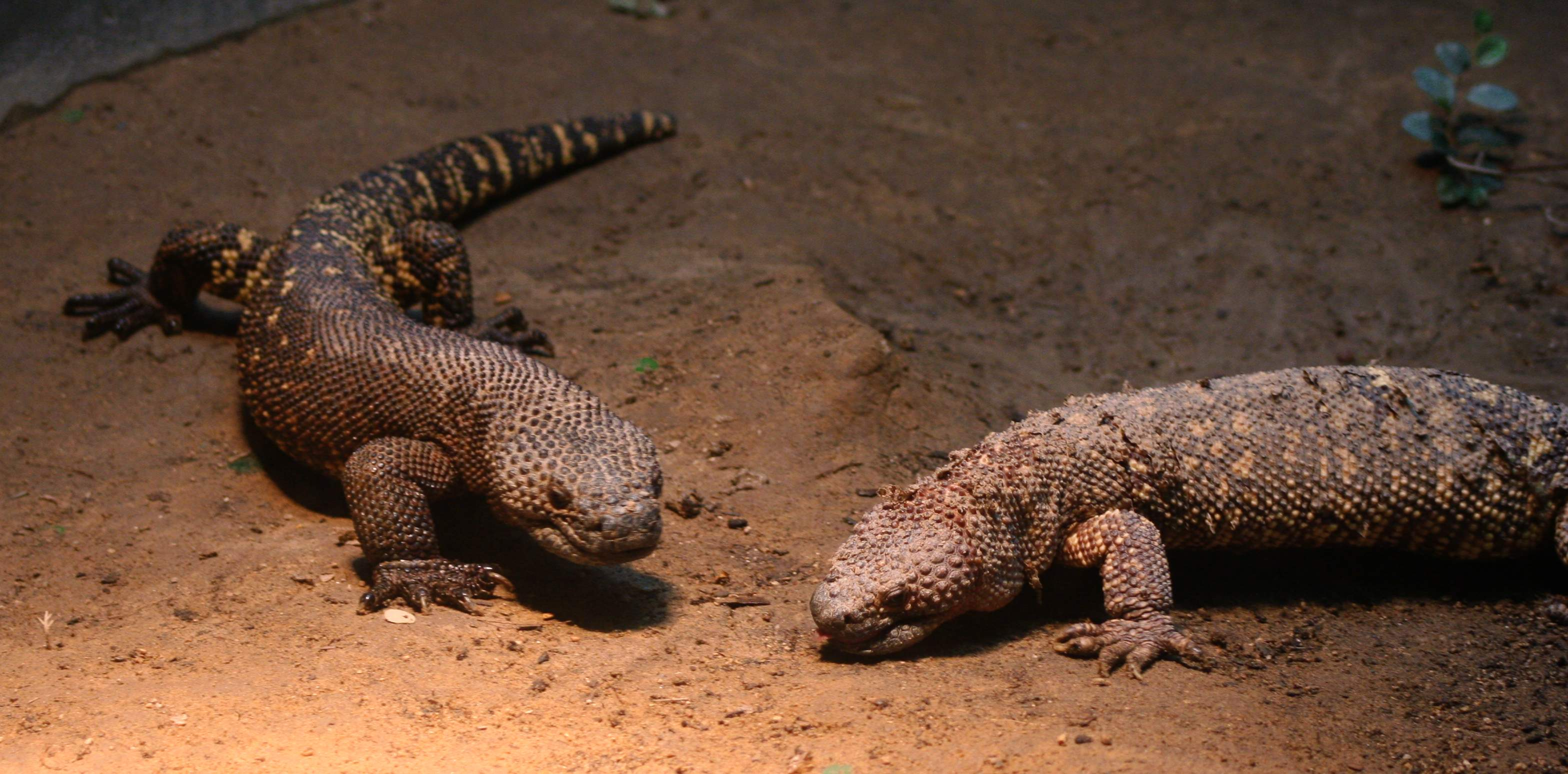
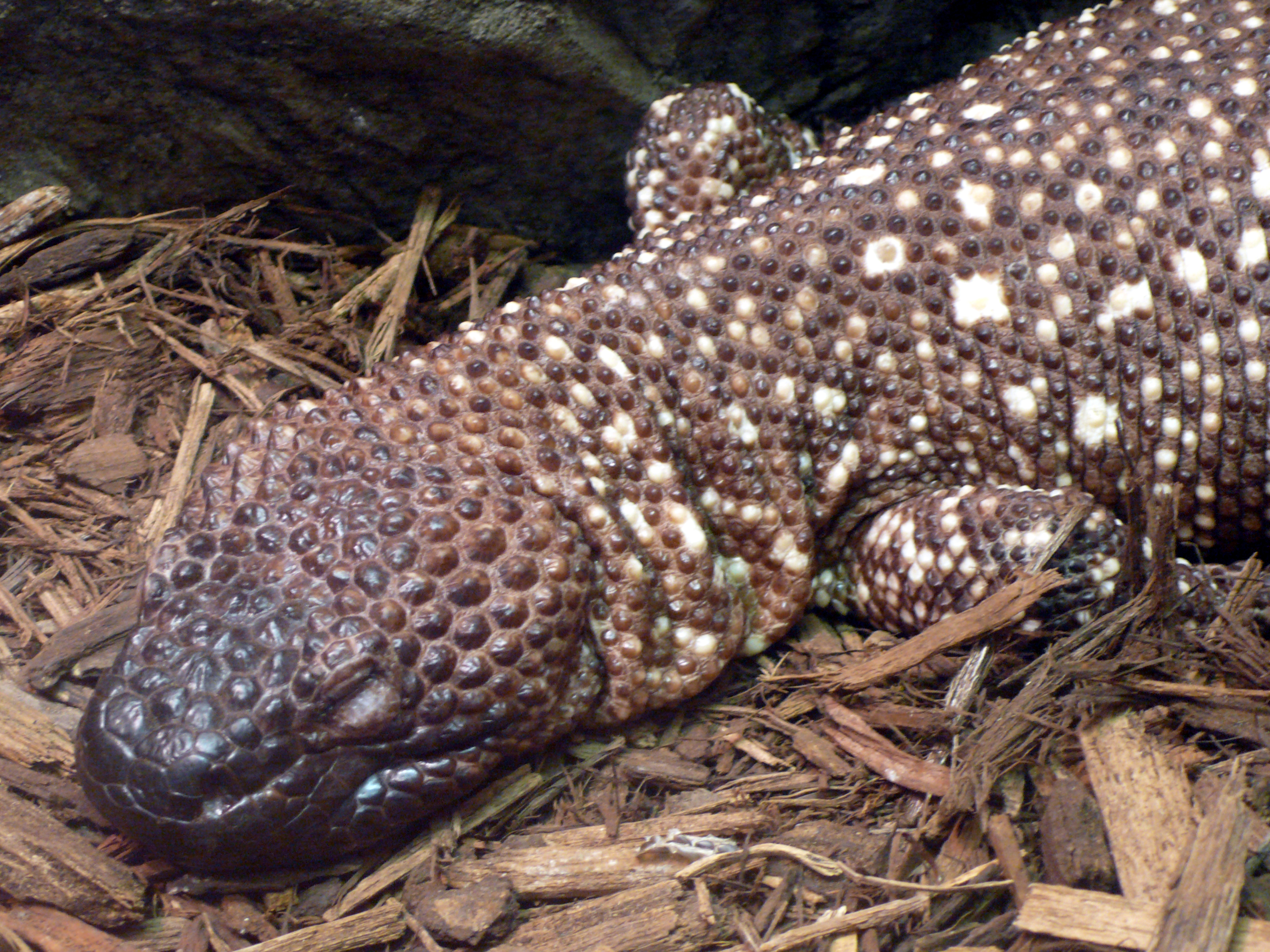
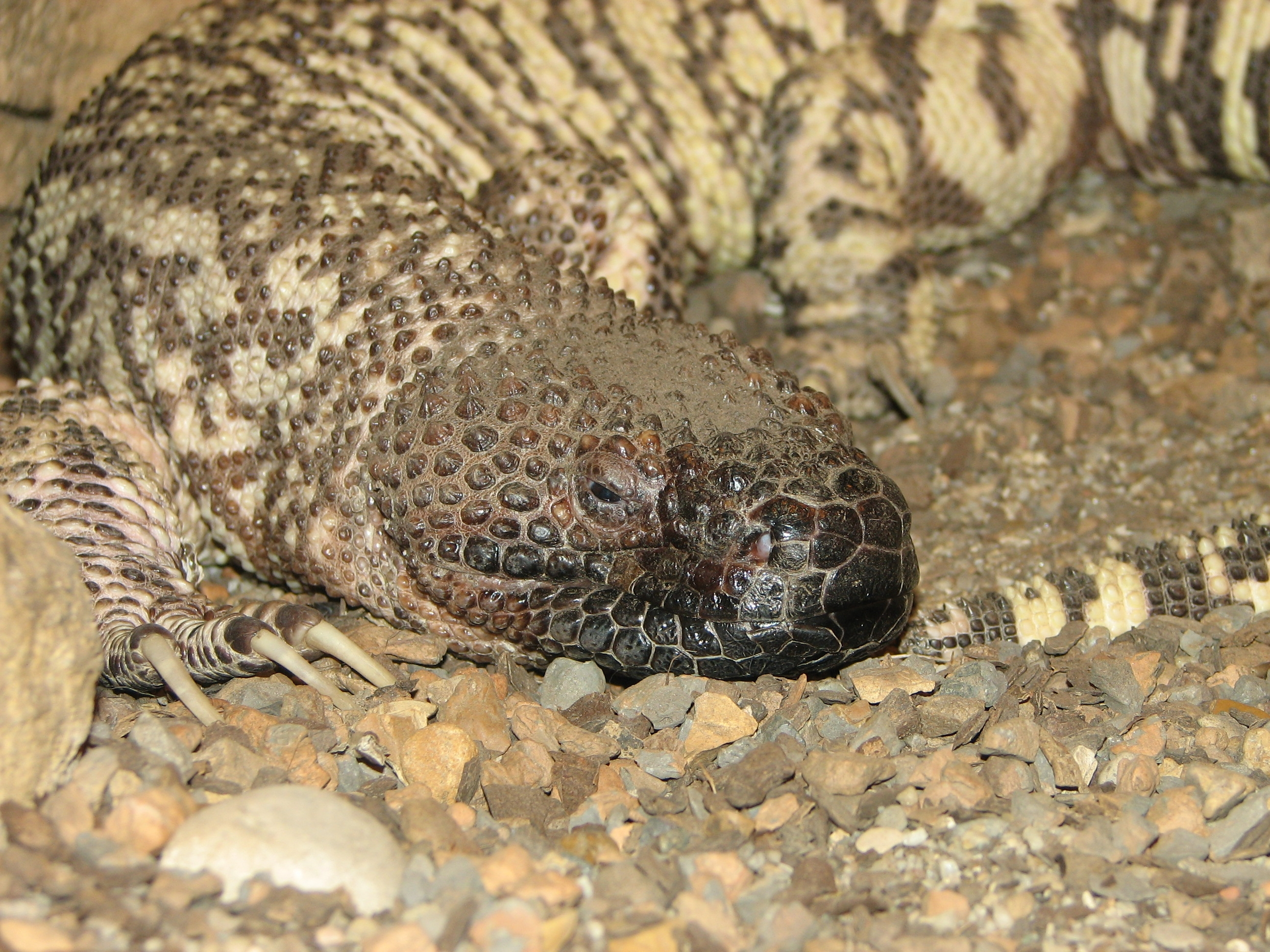
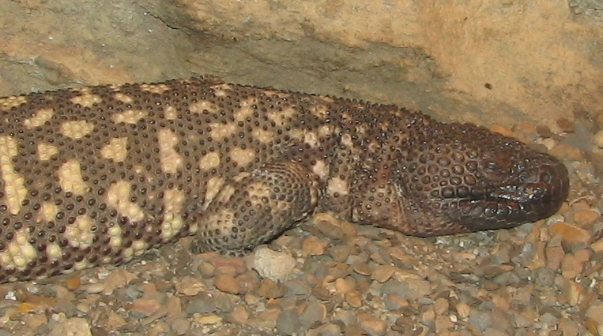
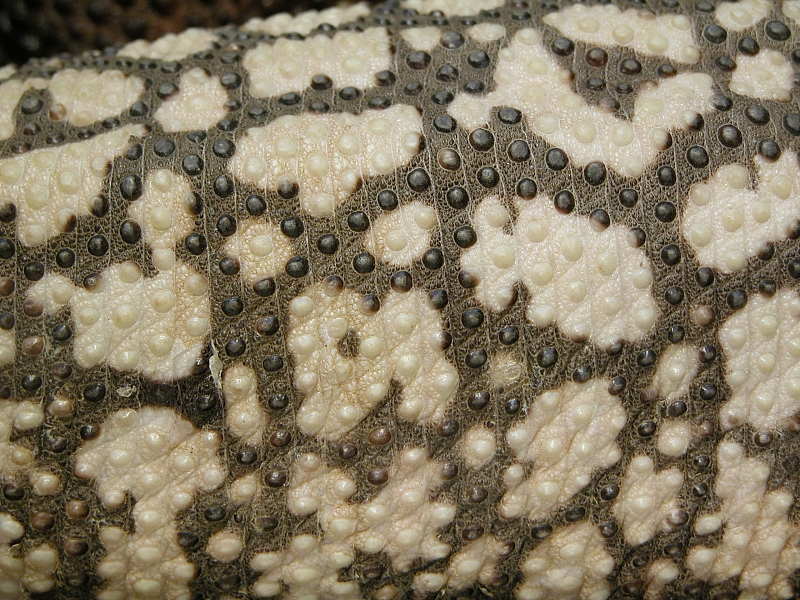